# Солярний знак

Колова солярна свастика (права)

Солярний знак Сонця на емблемі китайської партії Гоміньдан

Солярний знак  — геральдичний знак, що позначає Сонце в його русі та втілює у собі світло і тепло. Солярний знак це символ єднання життя та рівноваги, крім того, символізує вічне оновлення природи. Соляріс з латини перекладається як «сонце». Загалом солярна символіка у орнаментах народів світу схожа – стародавні майстри у першу чергу змальовували природні форми. У системах міфології багатьох народів світу (наприклад у давньому Єгипті, Сирії, та в українців) існували солярні культи. Сучасний астрономічний символ Сонця  вперше був використаний в епоху Відродження, в діаграмі з «Комендіума астрології» Йоганнеса Каматероса 12-го століття зображено Сонце, зображене колом із променем .

## Свастика
Солярний знак першопочатково зображався у вигляді свастики (промені загнуті, аби відобразити річний рух Сонця небосхилом). Після використання А. Гітлером свастики як емблеми фашистського руху першопочатковий сенс свастики було втрачено культурою. Солярні знаки використовуються у символіці політичних сил націоналістичного спрямування.   